# 颧骨
顴骨 (zygomatic bone)是人体头颅骨的一部份，位於眼眶外下方，为面部之間最寬闊部份之骨骼。骨呈菱形狀。向后延伸与颞骨颧突结合共同组成颧弓，对人体面部侧方起到保护作用，同时也是面部轮廓线的重要组成部分，从正面45度斜位观察面部时，该骨位于面部轮廓线上最突出的部位。
汉语中形容颧骨的高低是指颧骨在两颊的凸出情况。

## 圖片
- 面部骨骼。
- 顴骨(左)。顴面。
- 顴骨(左)。顳面。
- 頭顱的側視圖。
- 顳下窩(左)。
- 人類頭顱的各個骨頭的編號。其中編號9是顴骨。

## 参閲
- 人体骨骼列表

## 外部連結
- 解剖學(Anatomy)-zygomatic bone(顴骨) （页面存档备份，存于）